# Sierra de Albarracín
Sierra de Albarracín – okręg (hiszp.: comarca) Hiszpanii, w Aragonii w prowincji Teruel.

## Podział administracyjny
W skład okręgu wchodzą:
- Albarracín
- Bezas
- Bronchales
- Calomarde
- Frías de Albarracín
- Gea de Albarracín
- Griegos
- Guadalaviar
- Jabaloyas
- Monterde de Albarracín
- Moscardón
- Noguera de Albarracín
- Orihuela del Tremedal
- Pozondón
- Ródenas
- Royuela
- Rubiales
- Saldón
- Terriente
- Toril y Masegoso
- Torres de Albarracín
- Tramacastilla
- Valdecuenca
- El Vallecillo
- Villar del Cobo.